# Pollmann Ferenc
Pollmann Ferenc (1955. december 26. –) történész.

## Élete
1975-1980 között végzett az Eötvös Loránd Tudományegyetem történelem-filozófia szakán. 1994-től bölcsészettudományi egyetemi doktor, 2004-ben egyetemi doktori címet szerzett. 2018-tól az MTA doktora.
1982-1992 között a Közép- és Kelet-Európai Akadémiai Kutatási Központ tudományszervezője volt, 1992-től a Hadtörténeti Intézet és Múzeum Hadtörténeti Intézetének kutató munkatársa. A Károli Gáspár Református Egyetem doktori iskolájának témavezetője.
2006-tól a Hadtörténelmi Közlemények szerkesztőbizottságának tagja. Albániában, Ausztriában és Szerbiában járt tanulmányúton.

## Művei
- 1995 A szövetségi együttműködés nehézségei: osztrák-magyar–bolgár ellentétek Koszovó ügyében 1916 tavaszán. Hadtörténelmi Közlemények 1995/4, 13-75.
- 2000 The Hungarian Government and the Austro-Hungarian Military Measures Against the Serbs During the First Period of the First World War. In: La Guerre Totale, La Défense Totale, 1789-2000. XVIth International Congress of Military History. Stockholm, 339-345.
- 2003 Balszerencse,semmi más? Tersztyánszky Károly cs. és kir. vezérezredes élete és pályafutása. Budapest.
- 2004 A békebontó mítosza. Ausztria-Magyarország felelőssége a világháború kirobbantásáért. In: Mítoszok nyomában. Mítoszképzés és történetírás a Duna-tájon (Főszerk. Miskolczy Ambrus). Budapest.
- 2005 Conrad, Clausevitz és a háború. In: Az értelem bátorsága. Tanulmányok Perjés Géza emlékére. Budapest.
- 2007 Az osztrák-magyar vezérkar kísérlete a Monarchia külpolitikájának befolyásolására az első világháború előestéjén. In: „A hadi történet kútfeje minden hadtudománynak”. Tanulmányok Ács Tibor tiszteletére. Budapest, 229-238.
- 2007 Dualizmuskori honvédségünk vezérkari főnökeiről. In: A források bűvöletében. Ünnepi tanulmányok Katona Tamás 75. születésnapjára. Szeged, 389-394.
- 2008 „Marcona” történelem. Hadtörténetírás határon innen és túl. Korall 33, 120-128.
- 2008 Trianon felé. Az önálló magyar hadsereg ügye a kiegyezéstől Trianonig. Budapest.
- 2009 A szerbekkel szembeni osztrák-magyar atrocitások az első világháború kezdetén. Sabác, 1914. augusztus 17. Hadtörténelmi Közlemények 2009/3, 715-730.
- 2014 Oroszlán, karddal és lúdtollal: Doberdói Bánlaky József élete és munkássága. Budapest.
- 2014 Hajdu Tibor - Pollmann Ferenc: A régi Magyarország utolsó háborúja 1914-1918. Budapest.
- 2015 A Nagy Háború magyarországi historiográfiája. Múltunk Politikatörténeti Folyóirat 60/1, 93-103.
- 2015 Das "Gefecht" bei Temes-Kubin und die Archivquellen In: Róbert Fiziker; Csaba Szabó (szerk.): Der Erste Weltkrieg aus ungarischer Sicht: Az első világháború magyar szemszögből. Wien, 281-290.
- 2016 Atrocitás-propaganda és az osztrák–magyar-szerb háború In: Ifj. Bertényi Iván; Bóka László; Katona Anikó (szerk.): Propaganda – politika, hétköznapi és magas kultúra, művészet és média a Nagy Háborúban. Budapest, 75-85.
- 2017 A régi Magyarország utolsó háborúja 1914-1918. Akadémiai Doktori tézis.
- 2018 Ferenc József és az első világháború. In: Fónagy Zoltán (szerk.): A véreskezű kamasztól Ferenc Jóskáig. Budapest, 221-233.
- 2019 Baron Ferenc Nopcsa's Participation in the Albanian Military Campaign of the Austro-Hungarian Monarchy in 1916. In: Csaplár-Degovics, Krisztián (szerk.) "These were hard times for Skanderbeg, but he had an ally, the Hungarian Hunyadi". 167-185.